# Chuyện đời bác sĩ nội trú
Chuyện Đời Bác Sĩ Nội Trú (tiếng Hàn: 언젠가는 슬기로울 전공의생활; Tiếng Anh: Resident Playbook) là một bộ phim truyền hình Hàn Quốc được công chiếu vào năm 2025, do Shin Won-ho và Lee Woo-jung đồng sản xuất, với kịch bản chắp bút bởi Kim Song-hee và đạo diễn Lee Min-soo. Phim có sự góp mặt của dàn diễn viên gồm Go Youn-jung, Shin Si-ah, Han Ye-ji, Kang You-seok và Jung Joon-won. Bộ phim khắc họa chân thực cuộc sống thường nhật, những mối quan hệ đồng nghiệp và tình bạn sâu sắc giữa các giáo sư và bác sĩ trong một bệnh viện đại học. Phim được phát sóng trên tvN từ ngày 12 tháng 4 năm 2025 đến ngày 18 tháng 5 năm 2025, phát vào khung giờ 21:10 (KST) mỗi tối thứ Bảy và Chủ Nhật. Bộ phim cũng được phát trực tuyến trên nền tảng Netflix tại một số khu vực.

## Tóm tắt
Lấy bối cảnh tại chi nhánh Jongno của Trung tâm Y tế Yulje, bộ phim theo chân hành trình trưởng thành của những bác sĩ nội trú trẻ tuổi thuộc khoa Sản, Phụ khoa. Trong thời đại mà tỷ lệ sinh đang chạm mức thấp kỷ lục, họ vẫn lựa chọn dấn thân vào một chuyên khoa bị xem là kém hấp dẫn nhất. Giữa những ca trực căng thẳng và áp lực công việc triền miên, họ cùng nhau vun đắp tình bạn, vượt qua thử thách và tìm thấy ý nghĩa thực sự của nghề y.

## Diễn viên và nhân vật

### Diễn viên chính
- Go Youn-jung vai Oh Yi-young[1]

Một bác sĩ nội trú năm thứ nhất chuyên khoa Sản, Phụ khoa.
- Shin Si-ah vai Pyo Nam-kyung[2]

Một bác sĩ nội trú năm thứ nhất chuyên khoa Sản, Phụ khoa.
- Kang You-seok vai Um Jae-il[3]

Một bác sĩ nội trú năm thứ nhất chuyên khoa Sản, Phụ khoa.
- Han Ye-ji vai Kim Sa-bi[4]

Một bác sĩ nội trú năm thứ nhất chuyên khoa Sản, Phụ khoa.
- Jung Joon-won vai Ku Do-won[5]

Một bác sĩ nội trú năm thứ tư và trưởng khoa Sản, Phụ khoa.

### Diễn viên phụ

#### Những người làm việc tại chi nhánh Jongno của Bệnh viện Yulje
- Lee Bong-ryun vai Seo Jeong-min[6]

Một giáo sư chuyên khoa Sản, Phụ khoa.
- Lee Chang-hoon vai Ryu Jae-hwi[7]

Một giáo sư chuyên khoa Sản, Phụ khoa.
- Son Ji-yoon vai Kong Gi-seon[8]

Một giáo sư chuyên khoa Sản, Phụ khoa.
- Lee Hyun-kyun vai Jo Jun-mo[9]

Một giáo sư chuyên khoa Sản, Phụ khoa.
- Seo Yi-seo vai Park Joon-seok[10]

Bác sĩ nội trú năm thứ tư chuyên khoa Cấp cứu.
- Lee Do-hye vai Ki Eun-mi

Bác sĩ nội trú năm thứ ba chuyên khoa Sản, Phụ khoa. Là bác sĩ nội trú cũ tại chi nhánh chính của Trung tâm Y tế Yulje.
- Hong Na-hyun vai Cha Da-hye

Bác sĩ nội trú năm thứ hai chuyên khoa Sản, Phụ khoa.
- Kim Hye-in vai Myung Eun-won[11]

Bác sĩ nội trú chuyên sâu năm thứ hai chuyên khoa Sản, Phụ khoa. Là cựu bác sĩ nội trú tại chi nhánh chính của Trung tâm Y tế Yulje.
- Yoo Hyun-jong vai Park Moo-kang

Bác sĩ nội trú năm thứ hai chuyên khoa Nhi.
- Kim Yi-joon vai Ham Dong-ho

Bác sĩ nội trú năm thứ ba chuyên khoa Gây mê.
- Cha Kang-yoon vai Tak Gi-on[12]

Bác sĩ thực tập chuyên khoa Sản, Phụ khoa.
- Kwon Young-eun vai Choi Yoon-jung

Y tá phụ trách phòng phẫu thuật.
- Park Ha-eun vai Hong Min-joo

Điều dưỡng viên tại khoa Nhi.
- Choi Yoon-ji vai Lee Chae-ryeong

Một y tá làm việc tại khoa Sản, Phụ khoa.

#### Gia đình
- Jung Woon-sun vai Oh Joo-young[13]

Chị gái của Yi-young và là vợ của Seung-won.
- Jung Soon-won vai Koo Seung-won

Anh trai của Do-won và là chồng của Joo-young.

### Diễn viên khách mời
- Ra Mi-ran vai bác sĩ, chuyên gia xoa bóp và nhân viên ngân hàng. (Tập 1)
- Ahn Eun-jin vai Chu Min-ha (Tập 2; 12)

Bác sĩ chuyên khoa Sản, Phụ khoa theo chương trình đào tạo chuyên sâu tại chi nhánh Songdo của Trung tâm Y tế Yulje. Cô được thăng chức lên làm giáo sư và được điều chuyển đến chi nhánh Jongno.
- Ha Yoon-kyung vai Heo Sun-bin (Tập 3)

Bác sĩ chuyên khoa Phẫu thuật thần kinh theo chương trình đào tạo chuyên sâu tại chi nhánh chính của Trung tâm Y tế Yulje.
- Moon Tae-yoo vai Yong Seok-min (Tập 3)

Giáo sư chuyên khoa Phẫu thuật thần kinh tại chi nhánh Jongno của Trung tâm Y tế Yulje.
- Jung Kyung-ho vai Kim Jun-wan (Tập 4)[14]

Giáo sư chuyên khoa Phẫu thuật tim mạch lồng ngực từ chi nhánh chính của Trung tâm Y tế Yulje, người sau này trở thành trưởng khoa Phẫu thuật tim mạch.
- Jung Moon-sung vai Do Jae-hak (Tập 4 (chỉ có giọng nói); Tập 11)[15]

Bác sĩ chuyên khoa Phẫu thuật tim mạch lồng ngực theo chương trình đào tạo chuyên sâu tại chi nhánh chính của Trung tâm Y tế Yulje.
- Yoo Yeon-seok vai Ahn Jeong-won (Tập 5)[14]

Giáo sư chuyên khoa Phẫu thuật nhi tại chi nhánh chính và là con trai của người sáng lập bệnh viện.
- Bae Hyun-sung vai Jang Hong-do (Tập 6)[15]

Bác sĩ nội trú tại chi nhánh Jongno của Trung tâm Y tế Yulje.
- Kim Jun-han vai Ahn Chi-hong (Tập 7)[14]

Giáo sư bác sĩ theo chương trình đào tạo chuyên sâu tại chi nhánh Jongno của Trung tâm Y tế Yulje.
- Kwak Sun-young as Lee Ik-sun (Tập 7)[16]

Một người lính và là em gái của Lee Ik-jun.
- Sung Yoo-bin vai Hong Gi-dong (Tập 7)

Bạn trai cũ của Pyo Nam-kyung.
- Shin Hyun-been vai Jang Gyeo-ul (Tập 8)[15]

Bác sĩ chuyên khoa Phẫu thuật tổng quát theo chương trình đào tạo chuyên sâu tại chi nhánh chính của Trung tâm Y tế Yulje.
- Na Yeong-seok vai Jang Young-seok (Tập 9)[17]

Một nhà sản xuất, cha của Mo-ne và Ma-ne.
- Shin Won-ho vai một thành viên trong nhóm của Jang Young-seok. (Tập 9)[17]
- Soobin vai D.I (Tập 9)[18]

Cựu thành viên của nhóm "Hi-Boyz".
- Yeonjun vai Top Key (Tập 9)[18]

Cựu thành viên của nhóm "Hi-Boyz".
- Jo Jung-suk vai Lee Ik-jun (Tập 10)[14]

Giáo sư chuyên khoa Phẫu thuật tổng quát tại chi nhánh Songdo của Trung tâm Y tế Yulje.
- Jeon Mi-do vai Chae Song-hwa (Tập 10)[14]

Giáo sư chuyên khoa Phẫu thuật thần kinh tại chi nhánh chính của Trung tâm Y tế Yulje.
- Kim Dae-myung vai Yang Seok-hyeong (Tập 12)[14]

Một giáo sư chuyên khoa Sản, Phụ khoa tại chi nhánh chính của Trung tâm Y tế Yulje.
- Kang Shin-il vai Im Dong-ju (Tập 12)

Một giáo sư cấp cao chuyên khoa Sản, Phụ khoa tại chi nhánh Jongno của Trung tâm Y tế Yulje.

## Sản xuất

### Phát triển
Vào năm 2023, đạo diễn Shin Won-ho được cho là đã bắt tay vào thực hiện một dự án mới, một phần ngoại truyện của Những bác sĩ tài hoa (2020–2021), và đã liên lạc với một số diễn viên cũng như tổ chức các buổi thử vai trong bí mật. Tuy nhiên, tác phẩm mới của Shin Won-ho đã được xác nhận không phải là tiền truyện hay phần ngoại truyện của Những bác sĩ tài hoa, bác bỏ thông tin từ một số báo chí.
Đây là một lần hợp tác khác giữa Shin Won-ho và biên kịch Lee Woo-jung, những người đã tạo ra loạt phim Reply và Những bác sĩ tài hoa, với đạo diễn Lee Min-soo, và được viết bởi Kim Song-hee, trợ lý biên kịch của Hồi đáp 1988 (Reply 1988) và Những bác sĩ tài hoa. Quá trình sản xuất được quản lý bởi Egg Is Coming.

### Casting
Vào ngày 5 tháng 7 năm 2023, Go Youn-jung được thông báo đã được chọn vào vai nữ chính trong Chuyện Đời Bác Sĩ Nội Trú. Hai tháng sau, cô chính thức xác nhận tham gia bộ phim.
Vào ngày 20 tháng 9 năm 2023, Shin Si-ah được chọn vào vai nữ chính còn lại và xác nhận tham gia ngay một ngày sau đó. Vào ngày 22 tháng 9, Kang You-seok được thông báo là đã được chọn vào vai nam chính của bộ phim và ba ngày sau, điều này đã được xác nhận. Jung Joon-won cũng được chọn vào vai nam chính khác và xác nhận tham gia ba ngày sau đó.
Go, Shin, Kang, Jung, cùng với Han Ye-ji, đã hoàn thiện dàn diễn viên chính cho bộ phim.

### Quay phim
Vào tháng 5 năm 2023, có thông báo rằng quá trình quay phim chính sẽ bắt đầu vào nửa sau của năm 2023. Tuy nhiên, sau hai tháng, lịch quay chính thức được ấn định sẽ bắt đầu vào tháng 10 cùng năm.

### Sự hoãn lại
Vào tháng 2 năm 2024, hàng loạt bác sĩ, bác sĩ nội trú và thực tập sinh đã từ chức và tạm ngừng việc học để phản đối đề xuất của chính phủ Hàn Quốc về việc tăng chỉ tiêu tuyển sinh y khoa lên 2.000 sinh viên mỗi năm từ năm 2025, nâng tổng số chỉ tiêu lên 5.058. Cuộc đình công y tế này đã ảnh hưởng không nhỏ đến bộ phim. tvN thông báo rằng tùy vào tình hình, ngày phát sóng có thể sẽ bị hoãn. Đến tháng 3 năm 2024, có thông tin cho rằng bộ phim sẽ bị hoãn đến nửa cuối năm 2024, với ngày phát sóng cụ thể vẫn chưa được xác định. Đến tháng 9 năm 2024, sau nhiều lần trì hoãn, quyết định hủy bỏ bộ phim trong năm nay đã được đưa ra cho đến khi có thông báo mới.

## Nhạc phim
Nhạc phim gốc của Chuyện đời bác sĩ nội trú do Ma Joo-hee sản xuất đã được phát hành vào ngày 19 tháng 5 năm 2025 bởi Studio MaumC, Egg Is Coming và Stone Music Entertainment.
Phần 1
| Phát hành vào ngày 12 tháng 4 năm 2025 | Phát hành vào ngày 12 tháng 4 năm 2025 | Phát hành vào ngày 12 tháng 4 năm 2025 | Phát hành vào ngày 12 tháng 4 năm 2025 | Phát hành vào ngày 12 tháng 4 năm 2025 | Phát hành vào ngày 12 tháng 4 năm 2025 |
| STT                                    | Nhan đề                                | Phổ lời                                | Phổ nhạc                               | Nghệ sĩ                                | Thời lượng                             |
| -------------------------------------- | -------------------------------------- | -------------------------------------- | -------------------------------------- | -------------------------------------- | -------------------------------------- |
| 1.                                     | "Start!"                               | The O                                  | The O                                  | Lee Know, Seungmin, I.N (Stray Kids)   | 3:47                                   |
| 2.                                     | "Start!" (Inst.)                       |                                        | The O                                  |                                        | 3:47                                   |
| Tổng thời lượng:                       | Tổng thời lượng:                       | Tổng thời lượng:                       | Tổng thời lượng:                       | Tổng thời lượng:                       | 7:34                                   |

Phần 2
| Phát hành vào ngày 13 tháng 4 năm 2025 | Phát hành vào ngày 13 tháng 4 năm 2025 | Phát hành vào ngày 13 tháng 4 năm 2025 | Phát hành vào ngày 13 tháng 4 năm 2025          | Phát hành vào ngày 13 tháng 4 năm 2025 | Phát hành vào ngày 13 tháng 4 năm 2025 |
| STT                                    | Nhan đề                                | Phổ lời                                | Phổ nhạc                                        | Nghệ sĩ                                | Thời lượng                             |
| -------------------------------------- | -------------------------------------- | -------------------------------------- | ----------------------------------------------- | -------------------------------------- | -------------------------------------- |
| 1.                                     | "Sunny Day"                            | Zozo (Eldorado) Gaeul Son (Eldorado)   | Won Jang (Eldorado) Scarlett Nguyen Kiwang Park | An Yu-jin (Ive)                        | 3:16                                   |
| 2.                                     | "Sunny Day" (Inst.)                    |                                        | Won Jang (Eldorado) Scarlett Nguyen Kiwang Park |                                        | 3:16                                   |
| Tổng thời lượng:                       | Tổng thời lượng:                       | Tổng thời lượng:                       | Tổng thời lượng:                                | Tổng thời lượng:                       | 6:32                                   |

Phần 3
| Phát hành ngày 19 tháng 4 năm 2025 | Phát hành ngày 19 tháng 4 năm 2025 | Phát hành ngày 19 tháng 4 năm 2025 | Phát hành ngày 19 tháng 4 năm 2025 | Phát hành ngày 19 tháng 4 năm 2025 | Phát hành ngày 19 tháng 4 năm 2025 |
| STT                                | Nhan đề                            | Phổ lời                            | Phổ nhạc                           | Nghệ sĩ                            | Thời lượng                         |
| ---------------------------------- | ---------------------------------- | ---------------------------------- | ---------------------------------- | ---------------------------------- | ---------------------------------- |
| 1.                                 | "On Such a Day" (그런 날)          | Hen Seoown                         | Hen Seoown                         | Winter (Aespa)                     | 3:39                               |
| 2.                                 | "On Such a Day" (그런 날; Inst.)   |                                    | Hen Seoown                         |                                    | 3:39                               |
| Tổng thời lượng:                   | Tổng thời lượng:                   | Tổng thời lượng:                   | Tổng thời lượng:                   | Tổng thời lượng:                   | 7:18                               |

Phần 4
| Phát hành ngày 20 tháng 4 năm 2025 | Phát hành ngày 20 tháng 4 năm 2025 | Phát hành ngày 20 tháng 4 năm 2025 | Phát hành ngày 20 tháng 4 năm 2025 | Phát hành ngày 20 tháng 4 năm 2025 | Phát hành ngày 20 tháng 4 năm 2025 |
| STT                                | Nhan đề                            | Phổ lời                            | Phổ nhạc                           | Nghệ sĩ                            | Thời lượng                         |
| ---------------------------------- | ---------------------------------- | ---------------------------------- | ---------------------------------- | ---------------------------------- | ---------------------------------- |
| 1.                                 | "Amateur" (아마추어)               | Hong Jin-young                     | Hong Jin-young                     | Mido and Falasol                   | 4:04                               |
| 2.                                 | "Amateur" (아마추어; Inst.)        |                                    | Hong Jin-young                     |                                    | 4:04                               |
| Tổng thời lượng:                   | Tổng thời lượng:                   | Tổng thời lượng:                   | Tổng thời lượng:                   | Tổng thời lượng:                   | 8:08                               |

Phần 5
| Phát hành ngày 26 tháng 4 năm 2025 | Phát hành ngày 26 tháng 4 năm 2025 | Phát hành ngày 26 tháng 4 năm 2025 | Phát hành ngày 26 tháng 4 năm 2025 | Phát hành ngày 26 tháng 4 năm 2025 | Phát hành ngày 26 tháng 4 năm 2025 |
| STT                                | Nhan đề                            | Phổ lời                            | Phổ nhạc                           | Nghệ sĩ                            | Thời lượng                         |
| ---------------------------------- | ---------------------------------- | ---------------------------------- | ---------------------------------- | ---------------------------------- | ---------------------------------- |
| 1.                                 | "Breath" (숨)                      | Baek A                             | Baek A                             | Minnie ((G)I-dle)                  | 3:52                               |
| 2.                                 | "Breath" (숨; Inst.)               |                                    | Baek A                             |                                    | 3:52                               |
| Tổng thời lượng:                   | Tổng thời lượng:                   | Tổng thời lượng:                   | Tổng thời lượng:                   | Tổng thời lượng:                   | 7:44                               |

Phần 6
| Phát hành ngày 27 tháng 4 năm 2025 | Phát hành ngày 27 tháng 4 năm 2025 | Phát hành ngày 27 tháng 4 năm 2025 | Phát hành ngày 27 tháng 4 năm 2025 | Phát hành ngày 27 tháng 4 năm 2025 | Phát hành ngày 27 tháng 4 năm 2025 |
| STT                                | Nhan đề                            | Phổ lời                            | Phổ nhạc                           | Nghệ sĩ                            | Thời lượng                         |
| ---------------------------------- | ---------------------------------- | ---------------------------------- | ---------------------------------- | ---------------------------------- | ---------------------------------- |
| 1.                                 | "Forever" (영원해)                 | The Orchard                        | The Orchard                        | D.O. (Exo)                         | 4:04                               |
| 2.                                 | "Forever" (영원해; Inst.)          |                                    | The Orchard                        |                                    | 4:04                               |
| Tổng thời lượng:                   | Tổng thời lượng:                   | Tổng thời lượng:                   | Tổng thời lượng:                   | Tổng thời lượng:                   | 8:08                               |

Phần 7
| Phát hành ngày 3 tháng 5 năm 2025 | Phát hành ngày 3 tháng 5 năm 2025 | Phát hành ngày 3 tháng 5 năm 2025 | Phát hành ngày 3 tháng 5 năm 2025 | Phát hành ngày 3 tháng 5 năm 2025 | Phát hành ngày 3 tháng 5 năm 2025 |
| STT                               | Nhan đề                           | Phổ lời                           | Phổ nhạc                          | Nghệ sĩ                           | Thời lượng                        |
| --------------------------------- | --------------------------------- | --------------------------------- | --------------------------------- | --------------------------------- | --------------------------------- |
| 1.                                | "It's You" (너인데)               | MaO                               | Dailog Hen                        | DK (Seventeen)                    | 3:48                              |
| 2.                                | "It's You" (너인데; Inst.)        |                                   | Dailog Hen                        |                                   | 3:48                              |
| Tổng thời lượng:                  | Tổng thời lượng:                  | Tổng thời lượng:                  | Tổng thời lượng:                  | Tổng thời lượng:                  | 7:36                              |

Phần 8
| Phát hành ngày 4 tháng 5 năm 2025 | Phát hành ngày 4 tháng 5 năm 2025                                        | Phát hành ngày 4 tháng 5 năm 2025 | Phát hành ngày 4 tháng 5 năm 2025 | Phát hành ngày 4 tháng 5 năm 2025 | Phát hành ngày 4 tháng 5 năm 2025 |
| STT                               | Nhan đề                                                                  | Phổ lời                           | Phổ nhạc                          | Nghệ sĩ                           | Thời lượng                        |
| --------------------------------- | ------------------------------------------------------------------------ | --------------------------------- | --------------------------------- | --------------------------------- | --------------------------------- |
| 1.                                | "Someday It's Time to Shine" (언젠가 눈부시게 빛날 테니 (언눈빛))        | Lee Jin-hyung MaO                 | Lee Jun-hyung                     | Mido and Falasol                  | 4:49                              |
| 2.                                | "Someday It's Time to Shine" (언젠가 눈부시게 빛날 테니 (언눈빛); Inst.) |                                   | Lee Jun-hyung                     |                                   | 4:49                              |
| Tổng thời lượng:                  | Tổng thời lượng:                                                         | Tổng thời lượng:                  | Tổng thời lượng:                  | Tổng thời lượng:                  | 9:38                              |

Phần 9
| Phát hành ngày 11 tháng 5 năm 2025 | Phát hành ngày 11 tháng 5 năm 2025        | Phát hành ngày 11 tháng 5 năm 2025 | Phát hành ngày 11 tháng 5 năm 2025 | Phát hành ngày 11 tháng 5 năm 2025 | Phát hành ngày 11 tháng 5 năm 2025 |
| STT                                | Nhan đề                                   | Phổ lời                            | Phổ nhạc                           | Nghệ sĩ                            | Thời lượng                         |
| ---------------------------------- | ----------------------------------------- | ---------------------------------- | ---------------------------------- | ---------------------------------- | ---------------------------------- |
| 1.                                 | "When the Day Comes" (그날이 오면)        | Galactika *                        | Galactika * Ji-hye (Galactika *)   | Tomorrow X Together                | 3:41                               |
| 2.                                 | "When the Day Comes" (그날이 오면; Inst.) |                                    | Galactika * Ji-hye (Galactika *)   |                                    | 3:41                               |
| Tổng thời lượng:                   | Tổng thời lượng:                          | Tổng thời lượng:                   | Tổng thời lượng:                   | Tổng thời lượng:                   | 7:22                               |

Phần 10
| Phát hành ngày 17 tháng 5 năm 2025 | Phát hành ngày 17 tháng 5 năm 2025 | Phát hành ngày 17 tháng 5 năm 2025 | Phát hành ngày 17 tháng 5 năm 2025 | Phát hành ngày 17 tháng 5 năm 2025                 | Phát hành ngày 17 tháng 5 năm 2025 |
| STT                                | Nhan đề                            | Phổ lời                            | Phổ nhạc                           | Artist                                             | Thời lượng                         |
| ---------------------------------- | ---------------------------------- | ---------------------------------- | ---------------------------------- | -------------------------------------------------- | ---------------------------------- |
| 1.                                 | "A Race" (달리기)                  | Park Changhark                     | Yoon Sang                          | Go Youn-jung, Shin Si-ah, Kang You-seok, Han Ye-ji | 3:36                               |
| 2.                                 | "A Race" (달리기; Inst.)           |                                    | Yoon Sang                          |                                                    | 3:36                               |
| Tổng thời lượng:                   | Tổng thời lượng:                   | Tổng thời lượng:                   | Tổng thời lượng:                   | Tổng thời lượng:                                   | 7:12                               |

### Đĩa đơn
| Nhan đề                                                                                         | Năm  | Vị trí cao nhất | Ghi chú |
| Nhan đề                                                                                         | Năm  | KOR             | Ghi chú |
| ----------------------------------------------------------------------------------------------- | ---- | --------------- | ------- |
| "Start!"                                                                                        | 2025 | —               | Phần 1  |
| "Sunny Day"                                                                                     | 2025 | —               | Phần 2  |
| "On Such a Day" (그런 날)                                                                       | 2025 | —               | Phần 3  |
| "Amateur" (아마추어)                                                                            | 2025 | 108             | Phần 4  |
| "Breath" (숨)                                                                                   | 2025 | —               | Phần 5  |
| "Forever" (영원해)                                                                              | 2025 | 41              | Phần 6  |
| "It's You" (너인데)                                                                             | 2025 | —               | Phần 7  |
| "Someday It's Time to Shine" (언젠가 눈부시게 빛날 테니 (언눈빛))                               | 2025 | 173             | Phần 8  |
| "When the Day Comes" (그날이 오면)                                                              | 2025 | 39              | Phần 9  |
| "A Race" (달리기)                                                                               | 2025 | 96              | Phần 10 |
| "—" chỉ các bản phát hành không lọt vào bảng xếp hạng hoặc không được phát hành tại khu vực đó. |      |                 |         |

## Phát hành
Tính đến tháng 7 năm 2023, Chuyện đời bác sĩ nội trú được lên lịch phát sóng vào tháng 3 năm 2024. Vào tháng 1 năm 2024, tvN đã công bố Chuyện đời bác sĩ nội trú là một phần trong danh sách các drama của năm 2024. Đến tháng sau, tvN xác nhận series sẽ phát sóng trong nửa đầu năm đó. Tuy nhiên, series vốn được lên kế hoạch phát sóng vào tháng 5 sau Nữ hoàng nước mắt, đã phải hoãn vô thời hạn do cuộc đình công trong ngành y tại Hàn Quốc. Ngoài ra, series cũng dự định sẽ được phát trực tuyến trên Netflix.
Cuối cùng bộ phim được phát sóng chính thức trên kênh tvN vào ngày 12 tháng 4 năm 2025, vào mỗi tối thứ Bảy và Chủ Nhật lúc 21:10 (KST).

## Tỷ suất người xem
| Mùa | Mùa | Số tập | Số tập | Số tập | Số tập | Số tập | Số tập | Số tập | Số tập | Số tập | Số tập | Số tập | Số tập | Trung bình |
| Mùa | Mùa | 1      | 2      | 3      | 4      | 5      | 6      | 7      | 8      | 9      | 10     | 11     | 12     | Trung bình |
| --- | --- | ------ | ------ | ------ | ------ | ------ | ------ | ------ | ------ | ------ | ------ | ------ | ------ | ---------- |
|     | 1   | 1.094  | 1.065  | 1.261  | 1.396  | 1.277  | 1.540  | 1.423  | 1.682  | 1.674  | 2.089  | 1.812  | 2.152  | 1.538      |

| Tập | Ngày phát sóng           | Tỷ suất người xem trung bình (Nielsen Korea) | Tỷ suất người xem trung bình (Nielsen Korea) |
| Tập | Ngày phát sóng           | Toàn quốc                                    | Seoul                                        |
| --- | ------------------------ | -------------------------------------------- | -------------------------------------------- |
| 1 | Ngày 12 tháng 4 năm 2025 | 3.680% (1st)                                 | 4.365% (1st)                                 |
| 2 | Ngày 13 tháng 4 năm 2025 | 3.986% (1st)                                 | 4.477% (1st)                                 |
| 3 | Ngày 19 tháng 4 năm 2025 | 4.475% (1st)                                 | 5.065% (1st)                                 |
| 4 | Ngày 20 tháng 4 năm 2025 | 5.135% (1st)                                 | 5.761% (1st)                                 |
| 5 | Ngày 26 tháng 4 năm 2025 | 4.821% (1st)                                 | 6.069% (1st)                                 |
| 6 | Ngày 27 tháng 4 năm 2025 | 5.531% (1st)                                 | 5.876% (1st)                                 |
| 7 | Ngày 3 tháng 5 năm 2025  | 5.310% (1st)                                 | 5.979% (1st)                                 |
| 8 | Ngày 4 tháng 5 năm 2025  | 5.972% (1st)                                 | 6.389% (1st)                                 |
| 9 | Ngày 10 tháng 5 năm 2025 | 6.214% (1st)                                 | 7.103% (1st)                                 |
| 10 | Ngày 11 tháng 5 năm 2025 | 7.491% (1st)                                 | 8.450% (1st)                                 |
| 11 | Ngày 17 tháng 5 năm 2025 | 6.627% (1st)                                 | 7.620% (1st)                                 |
| 12 | Ngày 18 tháng 5 năm 2025 | 8.142% (1st)                                 | 8.630% (1st)                                 |
| Trung bình | Trung bình               | 5.615                                        | 6.315                                        |
| - Trong bảng trên, số màu xanh đại diện cho xếp hạng thấp nhất và số màu đỏ đại diện cho xếp hạng cao nhất. - Bộ phim này được phát sóng trên kênh truyền hình cáp/truyền hình trả phí nên thường có lượng người xem tương đối thấp hơn so với kênh truyền hình miễn phí/truyền hình công cộng (KBS, SBS, MBC và EBS). |                          |                                              |                                              |